# Thông trắng Chihuahua
Thông trắng Chihuahua (danh pháp hai phần: Pinus strobiformis); họ Pinaceae) là một loài thông có trong khu vực dãy núi Sierra Madre Occidental ở miền tây México, từ khoảng cách ngắn ở phía nam biên giới với Hoa Kỳ kéo dài về phía nam qua các bang Chihuahua và Durango tới bang Jalisco. Nó thông thường là cây thân gỗ của các vùng cao, mọc hỗn hợp với các loài thông khác. Trong các điều kiện thích hợp, nó cao tới 30 m, đôi khi tới 40 m.
Thông trắng Chihuahua là thành viên của nhóm thông trắng (phân chi Strobus) của chi Pinus, nên giống như các thành viên khác của nhóm này, các lá kim của nó mọc thành chùm 5 lá, với vỏ bao sớm rụng. Các lá kim này có khía răng cưa mịn, dài 8–14 cm. Các nón rất lớn, dài 16–50 cm và rộng 9–11 cm, với các vảy thuôn dài rất đặc trưng và thường có phần chóp uốn ngược lại hay hình chữ S. Các hạt lớn, có cánh rất ngắn, được phát tán chủ yếu nhờ chim, cụ thể là giẻ cùi Mexico (Aphelocoma ultramarina). Là loài thông chịu khô hạn tốt nhưng phần lớn các quần thể sinh sống tại các nơi ẩm ướt và lạnh trong hỗn hợp với thông Hartweg (Pinus hartwegii).
Thông trắng Chihuahua nói chung dễ bị nhầm lẫn với quần thể thông trắng tây nam (thông Limber Pinus flexilis var. reflexa hay Pinus reflexa) ở Arizona và New Mexico. Rất có thể rằng Pinus reflexa là cây lai ghép tự nhiên của Pinus flexilis và Pinus strobiformis. Các khu vực điển hình của các đơn vị phân loại này là:
Pinus reflexa: Dãy núi Santa Catalina, 40 km về phía đông Tucson, Arizona.
Pinus strobiformis: Cusihuiráchic, 90 km về phía tây nam thành phố Chihuahua, ở miền nam bang Chihuahua, México.

## Sử dụng
Hạt từng được thổ dân Bắc Mỹ tại Hoa Kỳ dùng làm thức ăn. Gỗ dùng làm đồ gỗ nội thất và cửa tại Mexico.